# Лемазинська сільська рада
Лемази́нська сільська рада (рос. Лемазинский сельский совет) — муніципальне утворення у складі Дуванського району Башкортостану, Росія. Адміністративний центр — село Лемази.

## Населення
Населення — 471 особа (2019, 531 в 2010, 487 в 2002).

## Склад
До складу поселення входять такі населені пункти:
| Населений пункт         | Населення, осіб (2002) | Населення, осіб (2010) |
| ----------------------- | ---------------------- | ---------------------- |
| Лемази, село            | 483                    | 531                    |
| Трапезниковка, присілок | 4                      | 0                      |